# Skånebrigaden
Skånebrigaden (IB 37), var en infanteribrigad inom svenska armén som verkade i olika former åren 1949–1963. Förbandsledningen var förlagd i Kristianstads garnison i Kristianstad.

## Historik
Genom försvarsbeslutet 1948 beslutades att arméns fältregementen skulle omorganiseras, och från 1949 års krigsorganisation anta en brigadorganisation. Skånebrigaden sattes upp åren 1949–1951 vid Södra skånska infanteriregementet (I 7) genom att fältregementet Malmöhus regemente (IR 37) omorganiserades till brigad.
År 1957 kom brigadstaben att överföras till Norra skånska infanteriregementet, vilka då fick hela mobiliseringsansvaret för brigaden. När det blev bestämt att Norra skånska infanteriregementet skulle omorganiseras till pansar, var Skånebrigaden den brigad som var förslaget till omorganisering till pansarbrigad. Dock föll det på att dess mobiliseringsområde låg öster om Ringsjön och med det för långt ifrån regementet i Kristianstad. I dess ställe kom Kristianstadsbrigaden att omorganiseras till en pansarbrigad. Skånebrigaden upplöstes och avvecklades i samband med att Norra skånska infanteriregementet omorganiserades till pansarregemente.

## Verksamhet
I samband med att brigaden bildades kom 1. skyttebataljonen att utbildas och mobiliseras vid Södra skånska infanteriregementet (I 7), medan 2. skyttebataljonen och 3. skyttebataljonen utbildades och mobiliseras vid Norra skånska infanteriregementet (I 6). År 1955 överfördes utbildnings- och mobiliseringsansvaret för 1. skyttebataljonen till Norra skånska infanteriregementet (I 6). Från 1957 tillfördes Norra skånska infanteriregementet (I 6) mobiliseringsansvar även brigadstaben. Brigaden genomgick förbandstyperna IB 49 och IB 59.

### Organisation
Brigadens hade nedan organisation, Infanteribrigad 59, där infanteribataljonerna utbildades vid Södra skånska infanteriregementet och senare Norra skånska infanteriregementet.
| - 1x brigadstab - 1x spaningskompani - 3x infanteriskyttebataljoner - 3x skyttekompani - 1x understödskompani - 1x trosskompani - 1x understödsbataljon | - - 1x pansarskyddskompani - 1x tungt granatkastarkompani - 1x stormkanonkompani - 1x brigadluftvärnskompani - 1x underhållsbataljon - 1x cykeltransportkompani |

## Förbandschefer
- 1949–1963: ???

## Namn, beteckning och förläggningsort
| Skånebrigaden | 1949-10-01 | – | 1963-03-31 |

| IB 37 | 1949-10-01 | – | 1963-03-31 |

| Ystads garnison (F)        | 1949-10-01 | – | 1957       |
| Kristianstads garnison (F) | 1957       | – | 1963-03-31 |